# Маяк Колка
Маяк Колка (латыш. Kolkas bāka) — маяк в Ирбенском проливе. Расположен на опасной для судоходства отмели возле мыса Колкасрагс.
Был построен в 1873—1875 годах. Для постройки маяка был создан искусственный островок на деревянном ряжевом основании, В плане он имеет форму правильного восьмиугольника. В 1884 году деревянная башня была заменена новой стальной башней.
В настоящее время маяк работает автономно, без присутствия обслуживающего персонала на маяке.

## В искусстве
Открытка с изображением маяка (художник Г. Челак) была включена в набор открыток «Морские маяки нашей родины», изданного в 1990 г. В 2003 году изображение маяка было помещено на марке Латвии.

## Любопытные факты
На мысе Колка находятся руины старого маяка (вероятно, обломки его каменного основания), разрушенного осенью 1941 г. К началу Великой Отечественной войны существовал одноимённый маяк в виде четырёхугольной башни с белым проблесковым огнём. 
Из воспоминаний уроженца Воронежской области Дмитрия Ивановича Заходякина (1918–2005), активного участника Моонзундской оборонительной операции (1941), принимавшего участие в строительстве башенной батареи № 315 на полуострове Сырве (о. Сааремаа):
Осторожно по кустам подошли к маяку, до него оставалось метров десять – пятнадцать... Быстро разделили взрывчатку на три части, чтобы заложить в трёх местах по окружности. Мы предполагали, что толщина стен не должна быть большой, но надежды я большой не имел на успех, всё же заряд для такого сооружения минимальный.
Решили произвести взрыв всех трёх зарядов одновременно. Распределили обязанности: Кушнир, Троян и Бендеберя закладывают заряды и вставляют запалы с детонирующим шнуром и быстро отходят к нашей лодке. Я должен остаться один, заложить главный взрыватель с бикфордовым шнуром и поджечь его. Когда было всё готово, стали наблюдать. Всё кругом было тихо, туман не давал никакого обзора. Мы поползли к маяку, под нами был чистый сыпучий песок, он поглощал наши шумы. Всё шло благополучно, молниеносно заложили заряды, и ребята отбежали метров на 40. Я подполз к главному заряду, вставил запал и отрезал шнур столько, чтобы успеть отбежать хотя бы метров на 80–100, поджёг шнур. Успел по кустам отбежать метров 50–60, как сзади меня раздалась пулемётная очередь. Я споткнулся о какое-то бревно и упал. В это время раздался сильный взрыв, свист щебня и бетона, но обошлось благополучно и меня не задело, поднялся и оглянулся на маяк. На том месте взрывной волной разогнало туман, а на месте маяка осталась только бетонированная площадка.